# Gerrit Jacob Boekenoogen
Gerrit Jacob Boekenoogen (Wormerveer, 18 april 1868 – Leiden, 26 augustus 1930) was een taalkundige die een Zaans woordenboek publiceerde.
Boekenoogen werd geboren te Wormerveer, als zoon van een koopman. Na de lagere school en het gymnasium studeerde Boekenoogen Nederlandse taal en letterkunde aan de Universiteit van Amsterdam. Toen hij halverwege was, vertrok zijn leermeester J. Verdam naar de Universiteit Leiden. Boekenoogen volgde zijn leermeester naar Leiden en studeerde in 1893 af. Hij wijdde zich aan zijn proefschrift en promoveerde in 1896 cum laude op een dissertatie getiteld De Zaansche volkstaal. Bijdrage tot de kennis van den woordenschat in Noord-Holland waarvan in 1897 een handelseditie verscheen. Een derde, geheel herziene druk, aangevuld en bewerkt door Klaas Woudt verscheen in 2004.
Tot aan zijn overlijden was Boekenoogen als redacteur verbonden aan het Woordenboek der Nederlandsche Taal. 
Daarnaast hield hij zich bezig met sprookjes, rijmpjes en volksverhalen. In 1893 publiceerde hij een verzameling rijmpjes onder de titel Onze rijmen. Hij adviseerde de illustrator Nelly Bodenheim bij de keuze van de bakerrijmpjes voor haar boeken Handje-Plak (1900) en Het regent, het zegent (1901). Hiervoor maakten ze gebruik van de Nederlandsche baker- en kinderrijmen (1872-1894), de toentertijd baanbrekende pioniersverzameling van Johannes van Vloten. Boekenoogen verzamelde ook oude raadsels. Deze collectie gebruikte Bodenheim voor haar boek Raadsels (1902). In de illustraties die Nelly Bodenheim daarbij maakte, is de oplossing van de raadsels verborgen. In de periode 1891-1930 legde Boekenoogen een verzameling van ruim 9000 volksliedjes aan, waaronder veel kinderliedjes. De verzameling is in het bezit van het Meertens Instituut onder de naam: Handschriftencollectie van G.J. Boekenoogen. De liedjes zijn ontsloten in de Nederlandse Liederenbank.
Ook werkte hij mee aan de serie Nederlandse Volksboeken van de Maatschappij der Nederlandse Letterkunde. Boekenoogen had zelf ook een grote verzameling volksboeken, met daarin speciaal aandacht voor de Sprookjes van Moeder de Gans en het volksverhaal Tijl Uilenspiegel. Een belangrijk deel ervan (500 titels) werd na zijn overlijden aangekocht door de Maatschappij der Nederlandse Letterkunde, en beschreven in een aparte catalogus Catalogus van de Verzameling-Boekenoogen (1931).
Boekenoogen bleef zijn hele leven vrijgezel. Hij overleed op 62-jarige leeftijd te Leiden en werd begraven op de Leidse begraafplaats Rhijnhof. Het graf is inmiddels geruimd.